# コガネホウキタケ
コガネホウキタケ（黄金箒茸、学名: Ramaria aurea）はラッパタケ科ホウキタケ属のキノコ。種小名の aurea は「金色の」を意味する。ヨーロッパ、アジア、オーストラリア、北アメリカに分布する。秋に、広葉樹林や針葉樹が混じった混生林の林床に生える。子実体は黄金色で根元は白色。高さは5 - 15センチメートル (cm) 程度になる。胞子は長楕円形。胞子紋はくすんだクリーム色。食用にはならない。
誤食すると、腹痛、下痢、嘔吐など胃腸系の中毒症状を引き起こす。ホウキタケのなかまの内、食べられるのはホウキタケなどわずかな種類だけで、コガネホウキタケや近似種のキホウキタケなど中毒するもののほうが多い。